# Mazda 717C
Der Mazda 717C war ein Rennwagenprototyp der für Mazdaspeed für den Einsatz im 24-Stunden-Rennen von Le Mans in der Gruppe C Junior gebaut wurde.

## Technik
Es war der erste Rennwagen von Mazda seit dem Ende der GT-Rennaktivitäten mit dem RX-7 im Jahre 1982. Der Wagen hatte einen 2-Scheiben-Wankelmotor, Typ Mazda 13B, der der Maschine im Serienmodell RX-7 entsprach. Fahrwerk und Karosserie wurden von Mooncraft mit Hilfe von Mazda gebaut.

## Renngeschichte
Zwei 717C wurden 1983 beim 24-Stunden-Rennen von Le Mans eingesetzt. Sie waren die einzigen beiden Fahrzeuge in der Gruppe C Junior, die in diesem Jahr das Rennen zu Ende fahren konnten. In der Gesamtwertung belegten sie den 12. und den 18. Platz.
Im Folgejahr ersetzte der 727C den 717C.